# 9 Puppis
9 Puppis è una stella binaria di magnitudine 5,16 situata nella costellazione della Poppa. Dista 54 anni luce dal sistema solare.

## Osservazione
Si tratta di una stella situata nell'emisfero celeste australe; grazie alla sua posizione non fortemente australe, può essere osservata dalla gran parte delle regioni della Terra, sebbene gli osservatori dell'emisfero sud siano più avvantaggiati. Nei pressi dell'Antartide appare circumpolare, mentre resta sempre invisibile solo in prossimità del circolo polare artico. La sua magnitudine pari a 5,2 fa sì che possa essere scorta solo con un cielo sufficientemente libero dagli effetti dell'inquinamento luminoso.
Il periodo migliore per la sua osservazione nel cielo serale ricade nei mesi compresi fra dicembre e maggio; da entrambi gli emisferi il periodo di visibilità rimane indicativamente lo stesso, grazie alla posizione della stella non lontana dall'equatore celeste.

## Caratteristiche fisiche
Le due componenti sono entrambe stelle nane gialle di sequenza principale, simili al Sole e con masse di 1,5 e 0,94 M⊙. La magnitudine assoluta integrata della coppia è di 4,05 e la velocità radiale negativa indica che si sta avvicinando al sistema solare.
La componente principale A è una stella di magnitudine 5,16, mentre la secondaria B è di magnitudine 6,4; entrambe ruotano attorno al comune centro di massa in un periodo di 22,7 anni.